# Vela (Dolj)
Vela es una comuna ubicada en el distrito de Dolj, Rumania.

## Superficie
Posee una superficie de 82,56 kilómetros cuadrados.

## Demografía
Hasta 2021 la población era de 1639 habitantes, con una densidad de población de 19,85 habitantes por kilómetro cuadrado.